# 哈爾特山

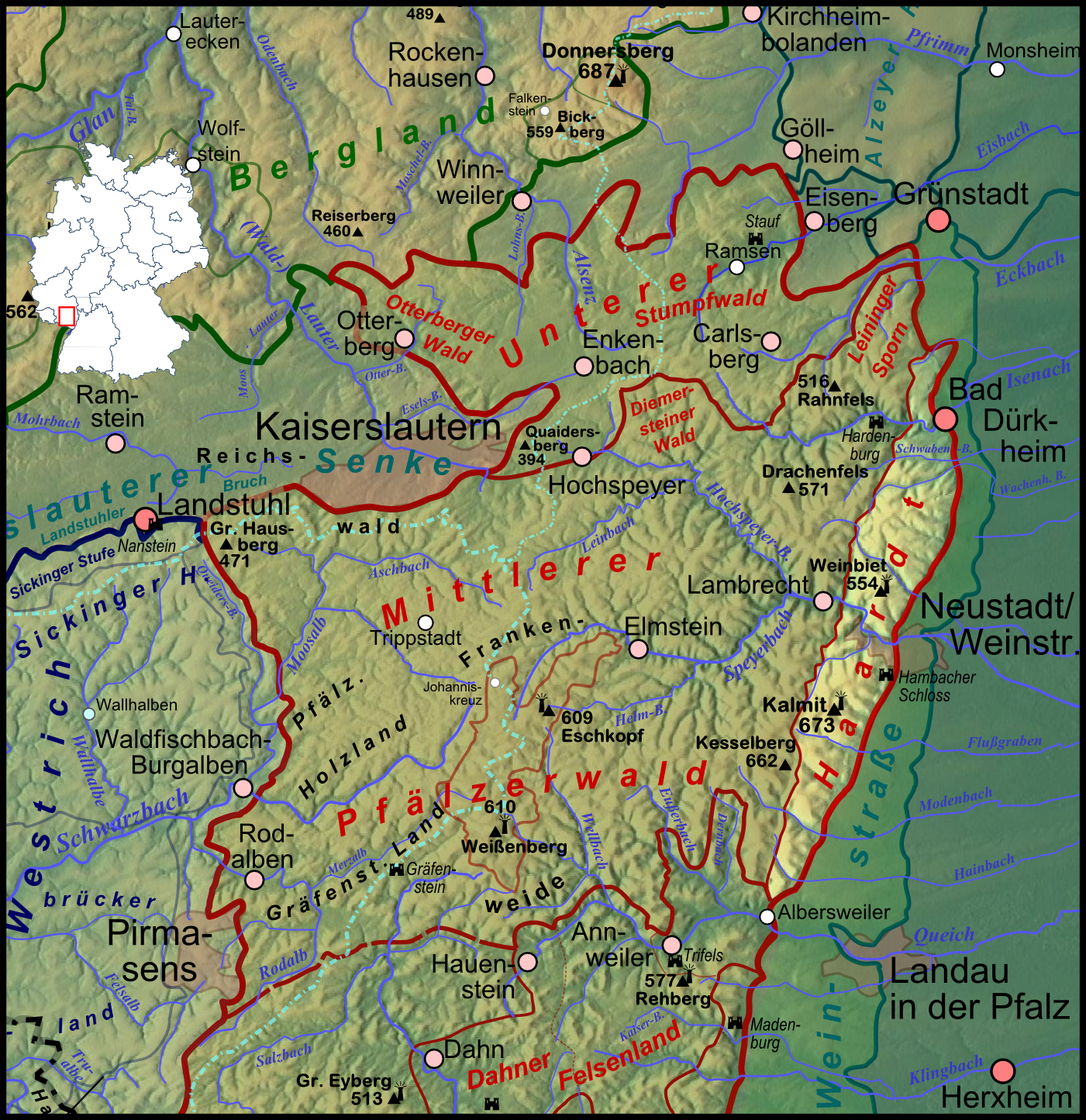

哈爾特山（德語：Haardt，德語發音：[ˈhaːɐ̯t]）是德國的山脈，位於該國西南部，長30公里、寬2至5公里，面積約100平方公里，最高點在迈卡默附近，海拔高度673米，山體在2.5億年前左右形成。
49°07′48″N 7°48′00″E / 49.13000°N 7.80000°E